# Lungern
Lungern är en ort och kommun i kantonen Obwalden, Schweiz. Kommunen har 2 061 invånare (2023).